# توم كوبولا
توم كوبولا (بالإنجليزية: Tom Coppola)‏ هو عازف جاز أمريكي، ولد في 6 يونيو 1945.

## روابط خارجية
- توم كوبولا على موقع أول ميوزيك (الإنجليزية)